# تشو وون
تشو وون (هانغل: 최원) هو لاعب كرة قدم كوري شمالي، ولد في 25 نوفمبر 1992 في كوريا الشمالية. شارك مع منتخب كوريا الشمالية لكرة القدم. أما مع النوادي، فقد لعب مع Hwaebul Sports Club ‏.

## وصلات خارجية
- تشو وون على موقع قاعدة بيانات كرة القدم.إي يو (الإنجليزية)
- تشو وون على موقع ناشيونال فوتبول تيمز (الإنجليزية)
- تشو وون على موقع Soccerway.com (الإنجليزية)